# Mischii
Mischii é uma comuna romena localizada no distrito de Dolj, na região de Oltênia. A comuna possui uma área de 51.28 km² e sua população era de 1656 habitantes segundo o censo de 2007.